# Radiofonia
La radiofonia (più brevemente radio) è la trasmissione di segnali sonori, sia parlati sia musicali, mediante l'uso di onde radio. Questi segnali vengono diffusi da appositi dispositivi elettronici e trasmessi tramite stazioni radio, con l'obiettivo di raggiungere il pubblico su ampie aree geografiche. La radiofonia ha scopi informativi, ricreativi, culturali ed educativi, ed è realizzata principalmente da enti pubblici e privati. Con il tempo, ha visto l'evoluzione delle tecnologie di trasmissione e ricezione.

## Storia
La radiofonia ha radici nella seconda metà del XIX secolo, quando le scoperte fondamentali nel campo dell'elettromagnetismo aprirono la strada alle comunicazioni senza fili.

### Origini e primi sviluppi

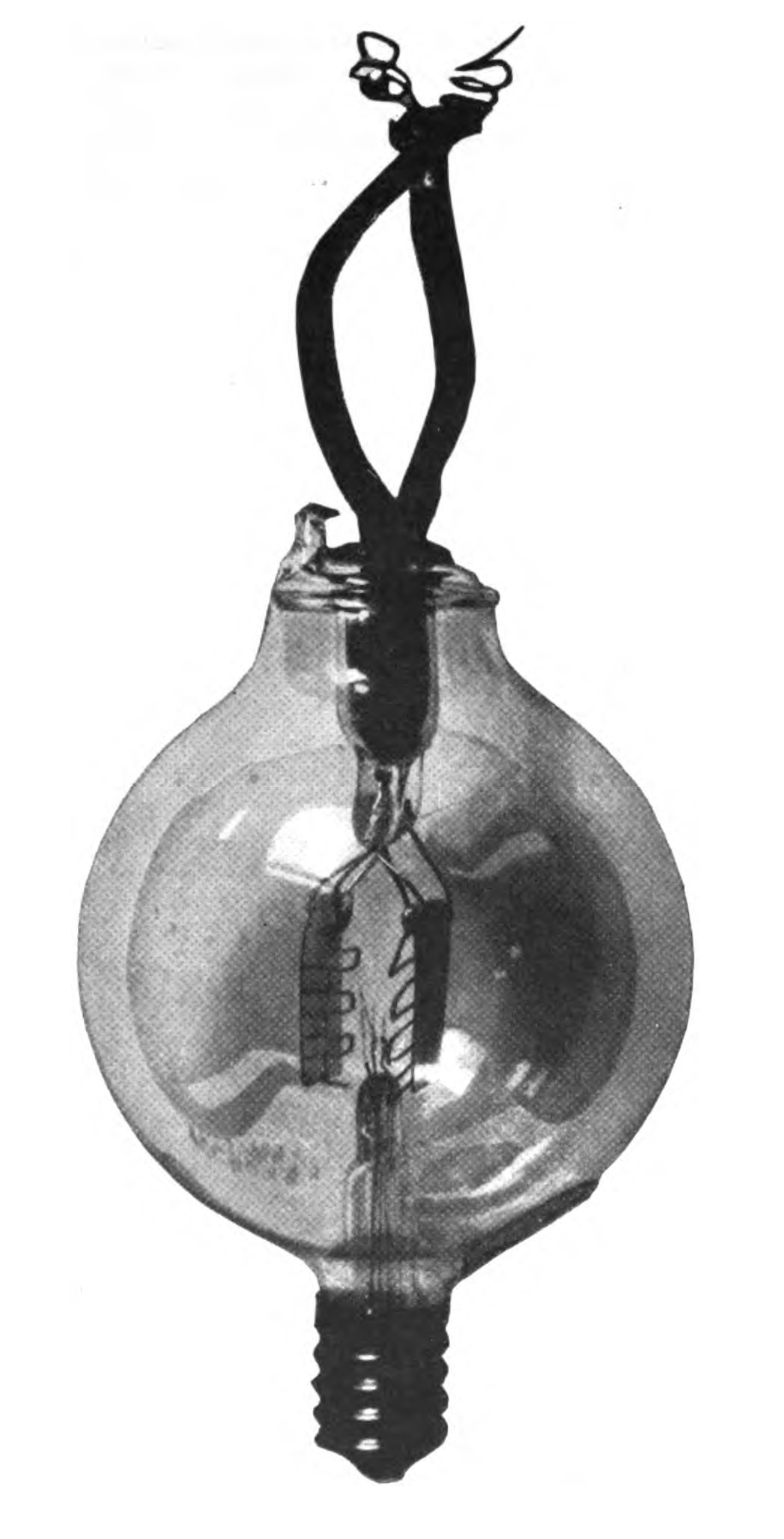
Tubo Audion, inventato da De Forest nel 1906.

Nel 1864, il fisico e matematico scozzese James Clerk Maxwell elaborò delle equazioni, dette appunto di Maxwell, che spiegano come si comportano i campi elettrici e magnetici, mostrando che la luce e le onde radio sono forme di onde invisibili che possono viaggiare nello spazio, rendendo possibile comunicare a distanza, come accade oggi con la radio, la televisione o il Wi-Fi.
Tra il 1886 e il 1889, Heinrich Hertz riuscì a dimostrare con esperimenti pratici che le onde elettromagnetiche previste da Maxwell esistevano davvero. Queste onde furono poi chiamate "onde hertziane" in suo onore.

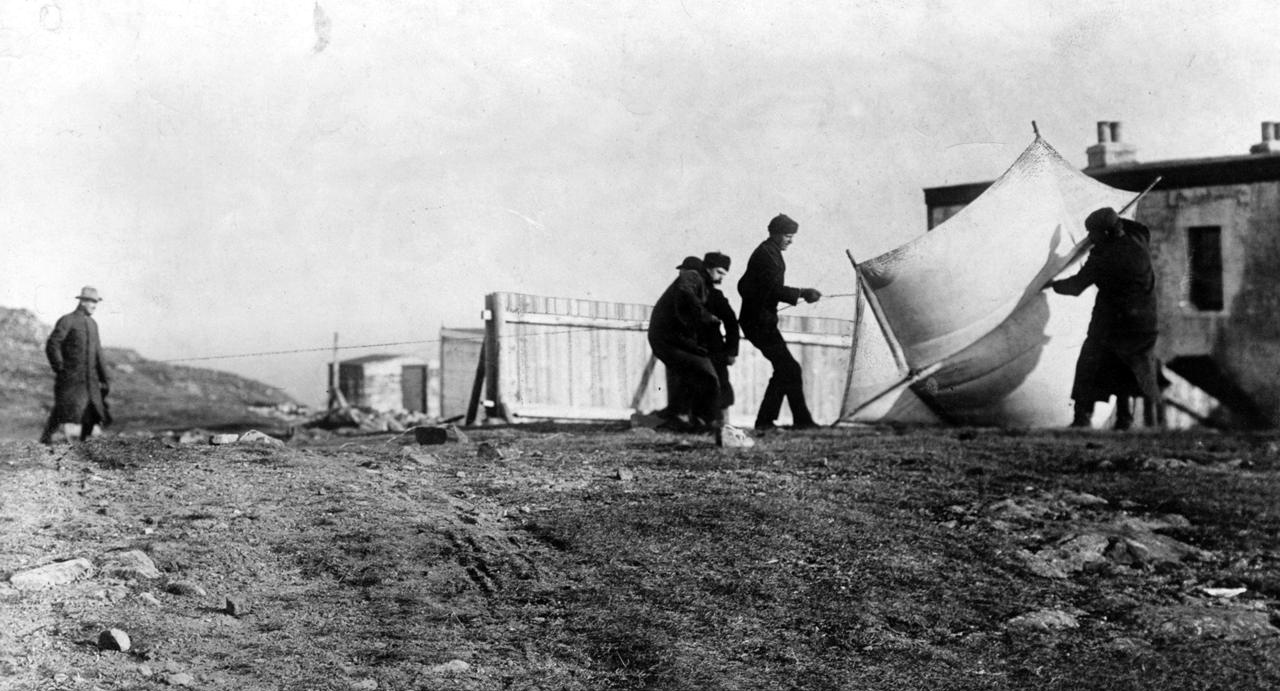
Guglielmo Marconi e i suoi collaboratori mentre sollevano l'antenna con un aquilone a St. John's, Terranova, nel dicembre 1901, in preparazione alla prima trasmissione radio transatlantica.

Nel 1895, Guglielmo Marconi, un inventore e sperimentatore italiano, realizzò nei pressi di Bologna una trasmissione di segnali radio a breve distanza, segnando una tappa fondamentale nello sviluppo delle comunicazioni senza fili. Sebbene non si trattasse ancora di una trasmissione radiofonica nel senso moderno del termine, l’esperimento rappresentò uno dei primi tentativi riusciti di comunicazione via onde elettromagnetiche senza l’impiego di cavi, ponendo le basi per l’evoluzione della radio. Nel 1901, a seguito di precedenti successi, tra cui la trasmissione attraverso il Canale della Manica nel 1899, Marconi compì un ulteriore passo decisivo realizzando la prima trasmissione radio transatlantica: il segnale venne inviato dalla stazione di Poldhu, in Cornovaglia (Regno Unito), e ricevuto a Signal Hill, a Terranova (all’epoca colonia britannica, oggi parte del Canada). Questo risultato dimostrò per la prima volta la possibilità di trasmettere segnali radio su lunghissime distanze, contribuendo in modo determinante allo sviluppo delle comunicazioni globali.
La vigilia di Natale del 1906, l'inventore canadese Reginald Fessenden riuscì a effettuare una trasmissione sperimentale da Brant Rock, nel Massachusetts, durante la quale diffuse musica eseguita al violino, una lettura biblica e un breve discorso parlato. L'evento, destinato a operatori telegrafici navali in ascolto, è considerato da molti storici la prima trasmissione audio della storia, sebbene non avesse ancora un carattere regolare o commerciale. Le trasmissioni di Marconi e Fessenden differivano soprattutto per il tipo di segnale trasmesso: Marconi, fin dal 1895, usò il codice Morse per trasmettere messaggi telegrafici senza fili, principalmente per scopi commerciali e navali; al contrario, Fessenden riuscì a trasmettere per la prima volta audio continuo via radio, come voce e musica, aprendo la strada alla radiofonia, portando così la radio verso l'intrattenimento e la comunicazione vocale.
Nello stesso anno, l’ingegnere statunitense Lee de Forest sviluppò il "triodo a vuoto" (conosciuto anche come "Audion"), un dispositivo che segnò una svolta significativa nel campo delle comunicazioni elettroniche. Questo componente permetteva di amplificare e modulare segnali elettrici complessi, rendendo possibile la trasmissione di suoni articolati, come la voce umana e la musica. L’innovazione rese tecnicamente praticabile la modulazione di ampiezza (AM), che sarebbe diventata il metodo di trasmissione più diffuso per le comunicazioni sonore a distanza per diversi decenni, fino agli anni Sessanta. Inizialmente, la capacità dell’Audion di funzionare come amplificatore non fu compresa appieno, e tale funzione venne riconosciuta solo in seguito, grazie a studi successivi.

### Nascita ed evoluzione della radiofonia pubblica e privata
All'inizio del XX secolo, la radio iniziò a diventare un mezzo di comunicazione pratico, grazie a una serie di perfezionamenti tecnologici.
La nascita della radio commerciale fu preceduta dallo sviluppo dei primi dispositivi per la ricezione delle trasmissioni radio (detti anche "ricevitori"), che permisero la diffusione della radio come mezzo di comunicazione di massa. I primi furono i ricevitori a galena, che non richiedevano alimentazione esterna ma offrivano una qualità del suono limitata, e i ricevitori a valvole, che miglioravano notevolmente la qualità del suono ma necessitavano di alimentazione elettrica. Nel 1918, l’ingegnere e inventore statunitense Edwin H. Armstrong introdusse un nuovo tipo di ricevitore elettronico basato sul principio della supereterodina: il sistema impiegava un circuito (detto "di conversione di frequenza"), che trasformava i segnali ricevuti in altri di frequenza più bassa e più agevole da elaborare. Questa soluzione contribuì in modo significativo a migliorare la qualità del segnale e a ridurre le interferenze, costituendo un importante progresso nelle tecnologie di ricezione a distanza.
Nel 1919, nei Paesi Bassi, l'ingegnere Hanso Idzerda avviò le trasmissioni della stazione PCGG de L'Aia, diffondendo programmi musicali con regolarità. Questa iniziativa è spesso considerata la prima trasmissione pubblica regolare di contenuti sonori a distanza.
La prima stazione riconosciuta come commerciale, con regolare licenza di trasmissione e una programmazione destinata al grande pubblico, fu KDKA, fondata a Pittsburgh in Pennsylvania, negli Stati Uniti, dalla società Westinghouse Electric. Iniziò le sue trasmissioni il 2 novembre 1920, con la diffusione in tempo reale dei risultati delle elezioni presidenziali statunitensi Harding-Cox, segnando così l’inizio dell’era delle trasmissioni commerciali continuative.
Nel 1921, in Francia, fu avviata la "Radiodiffusion Française".
Nel 1922, nel Regno Unito, fu fondata la British Broadcasting Company (BBC), inizialmente come società commerciale: il 18 ottobre, il General Post Office britannico e un gruppo di sei compagnie di telecomunicazioni (tra cui la Marconi Company) la costituirono per trasmettere servizi radio sperimentali. La prima trasmissione ebbe luogo il 14 novembre dalla stazione 2LO, situata nella casa di Marconi a Londra. Il direttore generale fu John Reith, che assunse l'incarico il 14 dicembre dello stesso anno. Nel 1927, la BBC ottenne una concessione reale che la trasformò in un ente pubblico, segnando l'inizio del servizio pubblico radiotelevisivo nel Regno Unito.
In Italia, la produzione di ricevitori radio iniziò intorno al 1923, con la costituzione della Società Anonima Radiotelefonica Italiana, che contribuì alla diffusione della radio nel paese. Nel 1924, l'Unione radiofonica italiana avviò ufficialmente le sue attività: la prima trasmissione ebbe luogo il 6 ottobre alle ore 21:00, con un concerto d'inaugurazione trasmesso dalla stazione di Roma. Nello stesso anno, in Germania iniziò la prima trasmissione radiofonica regolare a Berlino.

### La radio come strumento di massa

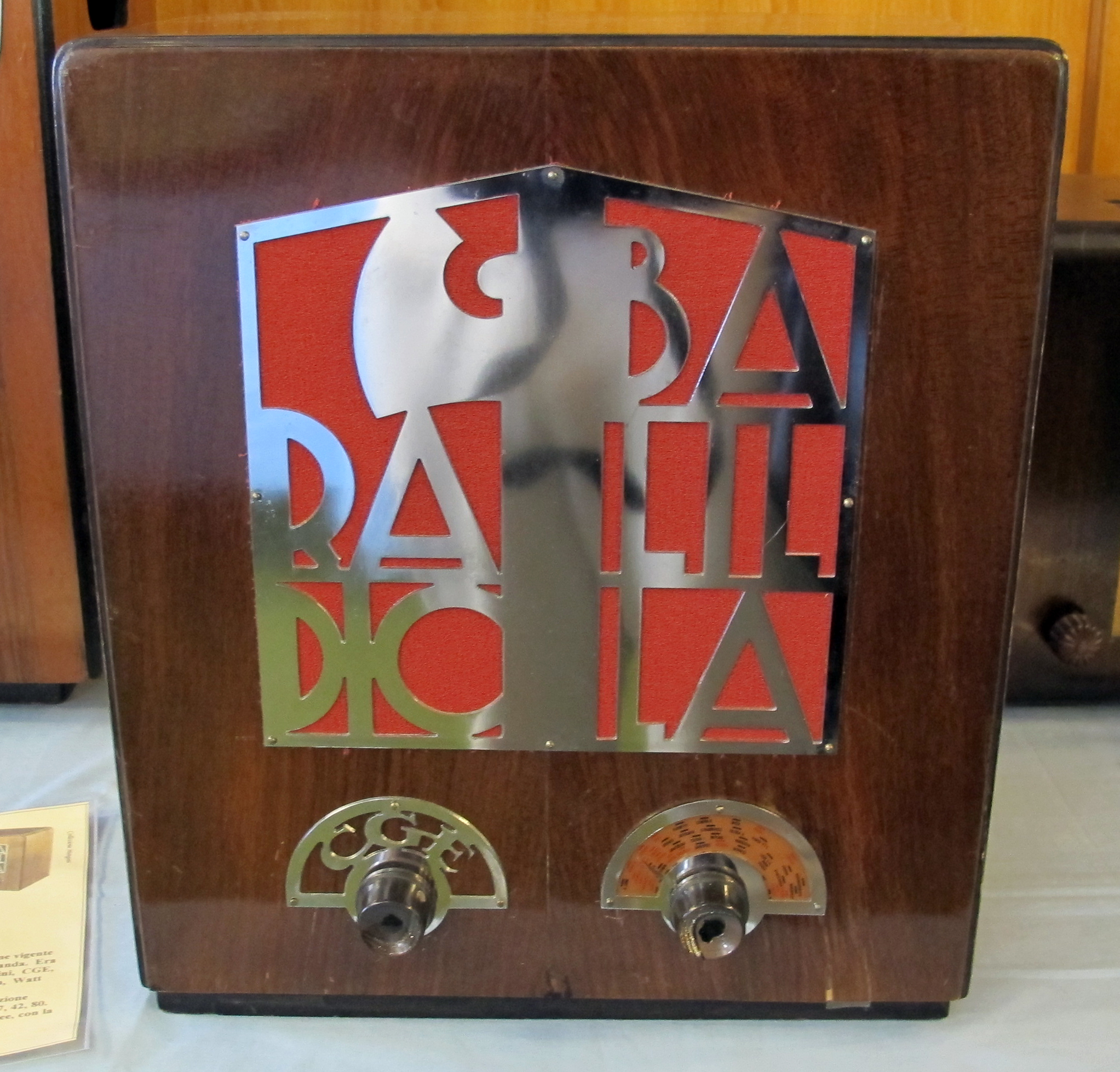
La Radio Balilla (CGE) del 1937.

Negli anni Trenta e Quaranta, la radio divenne un potente mezzo di comunicazione di massa, utilizzato per informare e influenzare l'opinione pubblica. Con lo scoppio della seconda guerra mondiale, assunse un ruolo centrale nella propaganda dei regimi totalitari e nella diffusione di notizie.
In Italia, il regime fascista comprese l'importanza della radio come mezzo di propaganda: l'EIAR (Ente Italiano per le Audizioni Radiofoniche) fu utilizzato per trasmettere messaggi del regime, e furono prodotti apparecchi radiofonici come la Radio Rurale e la Radio Balilla per diffondere le trasmissioni anche nei territori extraurbani.
In Germania, il ministro della propaganda Joseph Goebbels promosse la produzione del Volksempfänger, un apparecchio radio economico destinato a diffondere la propaganda nazista nelle case tedesche, soprattutto i discorsi di Adolf Hitler.
Anche gli Alleati riconobbero l'importanza della radio nella guerra dell'informazione: stazioni come Radio Londra trasmettevano notizie e messaggi di speranza ai paesi occupati, cercando di contrastare la propaganda dell'Asse.
Infine, la Radio Vaticana svolse un ruolo significativo durante il conflitto trasmettendo appelli per ritrovare civili e militari dispersi e fornendo informazioni indipendenti: si stima che dal 1940 al 1946 furono inviati oltre 1.200.000 messaggi, pari a più di 12.000 ore di trasmissione.

### L'era della FM e della radio a transistor

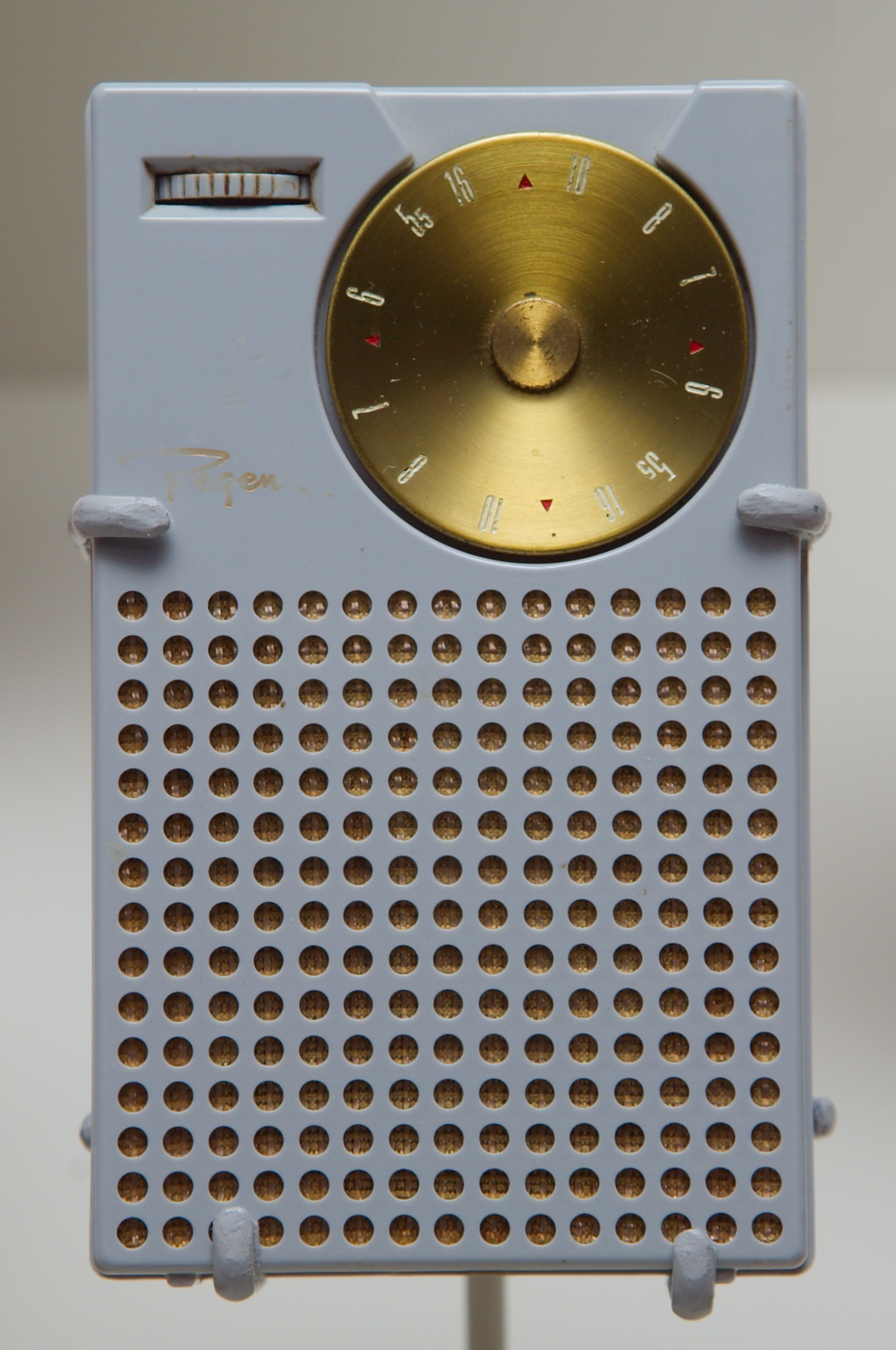
Regency TR-1, prima radio a transistor commerciale (1954).

Negli anni Cinquanta, la radio conobbe due innovazioni fondamentali che ne trasformarono radicalmente l'uso e la diffusione: la modulazione di frequenza e l'introduzione della radio a transistor.
Sviluppata dall'ingegnere statunitense Edwin Howard Armstrong nel 1933, la modulazione di frequenza (FM) offriva una qualità audio superiore rispetto alla modulazione di ampiezza, grazie a una maggiore resistenza alle interferenze atmosferiche e industriali. Tuttavia, fu solo negli anni Cinquanta che iniziò a diffondersi su larga scala, soprattutto per la trasmissione di musica, grazie alla sua capacità di offrire un suono più nitido e fedele.
Il 18 ottobre 1954, la società americana Regency Electronics, in collaborazione con la Texas Instruments, introdusse sul mercato la "Regency TR-1", prima radio portatile a transistor: questo apparecchio, innovativo per l’epoca, era leggero, compatto e funzionava grazie a quattro transistor e a una batteria da 22,5 volt, garantendo oltre venti ore di utilizzo continuo. La Regency TR-1 segnò un momento decisivo nella storia dell’elettronica di consumo, poiché rese possibile ascoltare la radio in qualsiasi luogo e in qualunque momento, aprendo la strada alla diffusione di dispositivi elettronici portatili.

### Rinnovamento della radio nell’era della televisione
Con l’avvento della televisione, che cominciò a diffondersi a partire dalla seconda metà degli anni ’50 e conobbe una rapida espansione nel decennio successivo, la radio perse gradualmente il ruolo di principale mezzo di intrattenimento domestico. Superata dalla potenza visiva del nuovo dispositivo, seppe però reinventarsi, puntando su contenuti più mirati come notiziari, programmi musicali e trasmissioni di approfondimento culturale. In Italia, ad esempio, la RAI assunse un ruolo centrale nella diffusione della cultura, trasmettendo quotidianamente commedie, letture e spettacoli teatrali che continuarono a coinvolgere un vasto pubblico.
La portabilità e l'autonomia delle radio a transistor contribuirono significativamente alla diffusione della cultura pop e della musica rock negli anni Sessanta e Settanta, permettendo ai giovani di ascoltare la musica preferita lontano da casa e influenzando profondamente le abitudini di ascolto.
Negli Stati Uniti degli anni Ottanta, divennero estremamente popolari i programmi radiofonici di discussione e notizie, noti come talk radio: emittenti come WPLJ-FM di New York offrirono una vasta gamma di programmi, contribuendo a mantenere la radio come mezzo di informazione e intrattenimento di massa.

### L'era digitale

#### DAB e digitalizzazione della trasmissione
Con l'avvento di Internet negli anni Novanta, molte stazioni radio iniziarono a trasmettere online, ampliando il loro pubblico a livello globale. Questo sviluppo permise agli ascoltatori di accedere a una vasta gamma di contenuti radiofonici da tutto il mondo, segnando l'inizio di una nuova era per la diffusione della radio.
Negli anni 2000 e 2010, la radio ha attraversato una significativa trasformazione grazie all'introduzione di tecnologie digitali. Il Digital Audio Broadcasting (DAB) è stato sviluppato come parte di un progetto europeo iniziato nel 1986, con l'obiettivo di migliorare la qualità del suono e l'efficienza della trasmissione radiofonica. Il DAB ha offerto una qualità audio superiore rispetto alla radio analogica e ha permesso una maggiore varietà di canali. I primi trasmettitori DAB sono stati attivati alla fine degli anni novanta, e i ricevitori DAB sono diventati disponibili per i consumatori all'inizio del nuovo millennio.

#### Radio su Internet e streaming
La "radio via Internet" (o web radio) ha rivoluzionato la diffusione e l’accessibilità dei contenuti radiofonici, svincolandoli dai limiti geografici dell’FM e dell’AM. Piattaforme digitali e servizi in streaming come TuneIn o Audacy consentono l’ascolto in modalità on-demand, ridefinendo il concetto stesso di programmazione lineare.
Un altro ambito di sviluppo è rappresentato dalle radio ibride, che combinano ricezione via etere (DAB/FM) e connettività Internet per offrire contenuti personalizzati, aggiornamenti in tempo reale, e interazione con l’ascoltatore. Questa tecnologia è sostenuta anche dal consorzio RadioDNS, che promuove standard aperti per l’integrazione tra broadcasting e Internet Protocol.
Parallelamente, il podcasting ha rivoluzionato il consumo di contenuti audio. Sebbene le sue origini risalgano alla fine degli anni novanta, è stato nei primi anni 2000 che ha iniziato a guadagnare popolarità. Nel 2000, la squadra di football americano New England Patriots hanno lanciato il loro primo programma radiofonico su Internet, che è stato successivamente reso disponibile per il download on-demand, segnando uno dei primi esempi di podcasting. Negli anni successivi, la diffusione di lettori MP3 e la crescente disponibilità di Internet hanno facilitato l'espansione del podcasting, permettendo agli utenti di ascoltare contenuti audio in qualsiasi momento e luogo tramite piattaforme come ad esempio Spotify. Nel 2014, il podcast Serial ha rappresentato un punto di svolta, attirando un vasto pubblico e dimostrando il potenziale del podcasting come mezzo di comunicazione di massa.
Con l'avvento degli smart speakers come Amazon Echo, Google Home e Apple HomePod, l'ascolto della radio è diventato ancora più accessibile. Questi dispositivi, integrati con assistenti vocali come Alexa, Google Assistant e Siri, permettono agli utenti di accedere facilmente a stazioni radio in tutto il mondo tramite comandi vocali, rendendo l'esperienza radiofonica più interattiva e personalizzata.

## Radiofonia per settori
La radiofonia non si limita alle trasmissioni di intrattenimento o informative rivolte al grande pubblico. Esistono diversi settori specialistici in cui la comunicazione radio è fondamentale, ciascuno con finalità, normative e tecnologie specifiche.

### Radiofonia civile
La radiofonia civile comprende le trasmissioni destinate all’utenza generale e amatoriale, come la banda cittadina (CB), le comunicazioni via radioamatori e le reti di comunicazione a corto raggio utilizzate da aziende, enti pubblici o associazioni. Tali sistemi operano su frequenze assegnate e regolamentate da autorità nazionali, e sono spesso utilizzati in contesti come logistica, eventi pubblici o trasporti.

### Radiofonia militare
La radiofonia militare ha rappresentato uno dei primi e più strategici sviluppi delle tecnologie radio. Utilizzata per il coordinamento tattico, le comunicazioni tra basi e unità operative, l’identificazione (es. sistemi IFF), e la gestione di missioni navali, aeree e terrestri, essa impiega frequenze dedicate, protocolli "criptati" e apparecchiature resistenti a interferenze e intercettazioni.
La sicurezza delle comunicazioni è un aspetto cruciale, motivo per cui i sistemi militari adottano tecnologie come il "salto di frequenza" (frequency hopping) e trasmissioni a spettro espanso.

### Radiofonia d’emergenza
La radiofonia d’emergenza svolge un ruolo vitale nelle situazioni di crisi, come disastri naturali, blackout delle reti cellulari o operazioni di soccorso. Essa comprende sia le reti radio istituzionali (Protezione Civile, Vigili del Fuoco, Forze dell’Ordine), sia le reti di volontari come i radioamatori abilitati alle comunicazioni d’emergenza. In Italia, il sistema delle telecomunicazioni di emergenza è coordinato dal Dipartimento della Protezione Civile, che collabora con organizzazioni come il Coordinamento Nazionale delle Comunicazioni di Emergenza Radioamatori Italiani (CISAR) e l’Associazione Radioamatori Italiani (ARI).

### Radiofonia scientifica e sperimentale
La radiofonia scientifica e sperimentale comprende tutte quelle applicazioni della trasmissione e ricezione radio impiegate per fini di ricerca, monitoraggio ambientale, esplorazione spaziale, meteorologia e studio delle onde elettromagnetiche. A differenza della radiofonia commerciale o pubblica, queste attività non sono destinate al grande pubblico, ma sono strumenti fondamentali per l’indagine scientifica e l’innovazione tecnologica.
Tra i settori principali della radiofonia scientifica si annovera la radioastronomia, disciplina che studia i corpi celesti tramite l’emissione di onde radio. Strutture come il radiotelescopio di Arecibo (oggi dismesso) o il radiotelescopio di Effelsberg in Germania sono esempi di grandi infrastrutture radio dedicate all’osservazione dello spazio cosmico.
Un’altra importante area applicativa è la "radio meteorologica", che impiega il monitoraggio delle onde radio rifratte o riflesse da fenomeni atmosferici per lo studio del meteo e del clima. Le radio-sonde, per esempio, sono dispositivi radio trasportati da palloni aerostatici che trasmettono dati su temperatura, pressione e umidità, cruciali per le previsioni meteorologiche.
Nel campo della fisica applicata, laboratori come il CERN utilizzano sistemi radio avanzati per la sincronizzazione e il controllo remoto di esperimenti complessi, inclusi acceleratori di particelle, dove la precisione nel controllo delle onde radio è essenziale.
Sul piano sperimentale, si distinguono anche le attività amatoriali di alta specializzazione, come le trasmissioni "in onda corta diretta verso la ionosfera", o i progetti open-source per la sperimentazione con ricevitori SDR (Software Defined Radio), che permettono analisi avanzate delle frequenze radio.
La radiofonia scientifica si integra infine nelle attività educative e nei programmi universitari di ingegneria e fisica, dove vengono spesso costruiti ricevitori e trasmettitori sperimentali per lo studio pratico dell’elettromagnetismo.

## Situazione attuale nel mondo
La radiofonia nel XXI secolo continua a essere un mezzo di comunicazione rilevante, pur affrontando trasformazioni strutturali dovute alla digitalizzazione, all’evoluzione degli usi sociali e alla concorrenza dei media on demand.

### Modelli nazionali
Diversi Paesi adottano modelli differenti di organizzazione e finanziamento del servizio radiofonico. Nel Regno Unito, la BBC (British Broadcasting Corporation) rappresenta uno dei modelli pubblici più consolidati, finanziata principalmente attraverso il canone e caratterizzata da un’offerta pluralista, divisa tra informazione, cultura e intrattenimento.
Negli Stati Uniti, la National Public Radio (NPR) adotta un modello misto: finanziamenti pubblici limitati, sostegno da donazioni private e sponsorizzazioni. È nota per i suoi contenuti giornalistici di approfondimento e i programmi culturali.
In Italia, Radio RAI offre un servizio pubblico articolato su più canali tematici (Rai Radio 1, 2, 3, e digitali), finanziato attraverso il canone e vigilato dall'AGCOM.

### Diffusione e ascolti
La radio resta uno dei mezzi più capillari a livello globale, soprattutto per l’informazione rapida e l’intrattenimento quotidiano. Secondo i dati dell’Unione europea di Radiodiffusione (UER/EBU), circa l’85% della popolazione europea ascolta la radio almeno una volta a settimana, con una crescente fruizione tramite dispositivi digitali.
Nei Paesi in via di sviluppo, la radio resta spesso il principale canale d’accesso all’informazione, grazie alla sua economicità e alla possibilità di funzionare anche senza connessione internet.

### Sfide future
La radiofonia contemporanea affronta diverse sfide, tra cui:
- La concorrenza delle piattaforme digitali, come podcast e servizi di streaming (Spotify, Apple Podcasts), che frammentano il pubblico e ridefiniscono i tempi di ascolto;
- L’evoluzione tecnologica, che impone la transizione verso la radio digitale (DAB+, IP radio), non ancora omogenea a livello globale;
- La sostenibilità economica del servizio pubblico, messo in discussione in diversi contesti nazionali per motivi politici e finanziari.

Al contempo, si evidenziano nuove opportunità: la personalizzazione dei contenuti, l’interazione in tempo reale con gli ascoltatori e l’espansione su piattaforme mobili e smart speaker.
L'intelligenza artificiale (IA) sta iniziando a essere impiegata per la creazione automatica di contenuti, la generazione vocale sintetica (text-to-speech) per notiziari o bollettini, e l’analisi dei dati d’ascolto al fine di ottimizzare i palinsesti radiofonici.

## Legislazione e regolamentazione
La trasmissione radiofonica è soggetta a normative specifiche che ne regolano l'uso delle frequenze, i diritti di trasmissione e la tutela degli utenti. Poiché le onde radio sono uno spettro limitato e condiviso, è necessaria una gestione coordinata a livello nazionale e internazionale.

### Normativa nazionale
In ogni Stato, l'uso delle frequenze radiofoniche è regolamentato da enti pubblici dedicati. In Italia, ad esempio, l'Autorità per le Garanzie nelle Comunicazioni (AGCOM) assegna le licenze di trasmissione, verifica il rispetto delle norme e interviene in caso di violazioni.
Le licenze definiscono parametri quali la durata della concessione, l'area di copertura, la potenza del segnale e i contenuti ammessi. Le emittenti devono inoltre rispettare norme sulla pubblicità, sulla tutela dei minori e sulla pluralità delle fonti informative.

### Regolamentazione internazionale
A livello globale, la gestione delle frequenze è coordinata dall'Unione Internazionale delle Telecomunicazioni (ITU), un'agenzia delle Nazioni Unite che organizza la Conferenza Mondiale delle Radiocomunicazioni (WRC) per aggiornare gli accordi e assegnare nuove bande di frequenze. Queste regolamentazioni mirano a prevenire interferenze tra paesi confinanti e a garantire un uso efficiente dello spettro radio.

### Aspetti legali e tutela degli utenti
Oltre alle norme tecniche, la legislazione radiofonica prevede anche tutele per gli utenti, come il diritto all’informazione corretta, la protezione contro contenuti offensivi o discriminatori e la regolamentazione della pubblicità.
Sono inoltre presenti normative specifiche per la radio digitale e le nuove forme di trasmissione via internet, che devono armonizzarsi con le regole tradizionali per garantire la concorrenza leale.